# 多苞斑种草
多苞斑种草（学名：Bothriospermum secundum）是紫草科斑种草属的植物。分布于朝鲜以及中国大陆的东北、云南、甘肃、山东、江苏、山西、陕西、河北等地，生长于海拔250米至2,100米的地区，多生在河床、山坡、道旁、山坡林缘灌木林下、农田路边以及山谷溪边阴湿处，目前尚未由人工引种栽培。

## 异名
- Bothriospermum secundum Maxim. f. albiflorum Nakai